# Levoncourt, Haut-Rhin
Levoncourt là một xã ở tỉnh Haut-Rhin trong vùng Grand Est ở đông bắc Pháp. Xã này có diện tích 5,28 km², dân số năm 1999 là 247 người. Khu vực này có độ cao 475 mét trên mực nước biển.